# Tadeusz Malawski
Tadeusz Bronisław Malawski (ur. 8 stycznia 1875 w Tarnowie, zm. 27 lutego 1944 w Sanoku) – polski doktor praw, sędzia, prokurator, adwokat, radca sądowy, urzędnik, działacz społeczny, radny i burmistrz Sanoka.

## Życiorys
Urodził się 8 stycznia 1875 w Tarnowie jako syn Alojzego (1841-1912, adwokat, urzędnik) i Malwiny z domu Piątkowskiej. Miał młodszego brata Zygmunta i siostrę Marię.
Od 1885 Malawski uczył się w C.K. Gimnazjum w Tarnowie, gdzie w 1893 ukończył VIII klasę i zdał egzamin dojrzałości. W latach 1893–1898 studiował na Wydziale Prawa Uniwersytetu Jagiellońskiego w Krakowie uzyskując w 1899 tytuł doktora praw. Działał w tajnym ruchu niepodległościowym na obszarze Galicji. Po studiach odbył służbę wojskową w Wiedniu w randze ochotnika (4 Pułk Artylerii Dywizyjnej). Potem odbył praktykę sądową, a w 1900 zdał egzaminy sędziowskie w Krakowie, po czym opuścił Tarnów. Od 1900 pracował jako adiunkt C.K. Sądu Powiatowego w Dynowie, od 1902 jako sędzia samoistny tamże. 29 lipca 1905 w Sanoku poślubił Jadwigę Marię (ur. 1876, wzgl. Maria Jadwiga, córka Aitala Witoszyńskiego – do początku 1905 burmistrza Sanoka, od 1899 żona dr. Teodozego Hubricha, radcy C.K. Sądu Obwodowego w Sanoku, zm. 1948). Pod jego wpływem żona zmieniła wyznanie z greckokatolickiego na rzymskokatolickie. Mieli synów Jerzego Alojzego (ur. 1906, lekarz) i Marka Józefa (ur. 1910). Po ślubie Tadeusz Malawski przeniósł się do Sanoka i tam zamieszkał z żoną w domu przy ulicy Jagiellońskiej 66 (późniejszy teren dworca autobusowego „Okęcie”). Początkowo obowiązki zawodowe ograniczały jego pobyt w mieście; w połowie 1909 w randze VIII został przeniesiony z urzędu sędziego w Dynowie na stanowisko zastępcy prokuratora państwa w Stanisławowie i pracował tam do 1910. W Sanoku od około 1911 pracował jako zastępca pierwszego prokuratora w Prokuraturze Obwodowej w Sanoku, Władysława Dukieta, a w połowie 1916 został mianowany prokuratorem w Sanoku i na tym stanowisko pracował w kolejnych latach. Później był radcą sądu okręgowego.
W 1913 kandydatura Tadeusza Malawskiego była rozważana przez stronnictwo demokratów przed wyborami do Sejmu Krajowego w okręgu Sanok-Krosno. W czasie I wojny światowej pełnił różne funkcje wojskowe i w rodzinne strony powrócił po zakończeniu walk. U kresu wojny po przejęciu władzy w Sanoku przez Polaków 1 listopada 1918 w stopniu podporucznika stanął na czele głównego magazynu żywnościowego w mieście. Następnie został mu powierzony magazyn żywnościowy w dzielnicy Olchowce.
Na początku istnienia II Rzeczypospolitej musiał ponownie opuścić Sanok. W 1919 objął szefowanie Prokuratury Okręgowej w Kołomyi i do 1921 był prokuratorem apelacyjnym we Lwowie. W czerwcu 1921 został podprokuratorem przy Sądzie Okręgowym w Gnieźnie, a lipcu prokuratorem przy Sądzie Apelacyjnym w Poznaniu. W 1922 został przeniesiony do Sądu Okręgowego w Sanoku na stanowisku sędziego i pełnił ten urząd w kolejnych latach. Został wybrany członkiem sądu przysięgłych na rok 1927. We wrześniu 1929 został przeniesiony w stan spoczynku.
Był wybierany radnym miejskim, należał do klubu mieszczańskiego (od 1928, od 1933) i pełnił funkcję przewodniczącego klubu mieszczańskiego. 28 października 1929 został wybrany burmistrzem Sanoka (42 głosy na 42 oddane; jego zastępcą został Jan Rajchel), wybór powiódł się po ponad pięciu miesiącach od śmierci poprzedniego burmistrza, Jana Porajewskiego. Funkcję pełnił jako emerytowany radca sądowy. Od marca 1931, po rozwiązaniu rady, został kierownikiem Tymczasowego Zarządu, powołanego w związku z połączeniem gminy Sanok i gminy Posada Olchowska.
W wyborach do rady miejskiej 1932 był na liście Komitetu Gospodarczego wystawionego z BBWR (wraz z nim m.in. poseł Stanisław Augustyński). 9 lutego 1932 został powtórnie wybrany burmistrzem. Wówczas jego zastępcą został ponownie Jan Rajchel. Działał w ramach stronnictwa Bezpartyjnego Bloku Współpracy z Rządem. W tym czasie Malawski przykładnie podjął decyzję o obniżeniu swojej pensji.
W czasie pełnienia przez niego funkcji włodarza miasta:
- zaistniała trudna sytuacja gospodarcza na fali wielkiego kryzysu w Polsce, w mieście było ok. 2 tys. osób bezrobotnych, zaś apogeum złych nastrojów miało miejsce w formie manifestacji 6 marca 1930, która przeszła do historii określona jako Marsz Głodnych; burmistrz starał się działać na rzecz polepszenia bytu mieszkańców organizując np. roboty interwencyjne i udzielając zapomogi, kierował Powiatowym Komitetem Obywatelskim Pomocy dla Bezrobotnych z siedzibą w Sanoku, w 1931 stworzył Komisję Miejską do Spraw Pomocy Biednym wspierającą osoby ubogie, burmistrz aktywnie udzielał pomocy i wsparcia dla potrzebujących i dotkniętych przez kryzys,
- w 1931 roku był jednym z reprezentantów Rady Miasta w komisjach, które miały prowadzić rozmowy w Wydziale Powiatowym w sprawie przyłączenia gminy Posada Olchowska do miasta Sanoka[38][39], następnie Posada Olchowska przestała istnieć jako samodzielna jednostka i została wcielona do granic miasta Sanoka (starania w tym celu trwały od 1925 roku); przyjmuje się, iż przyłączenia dokonano 24 marca 1931 roku[38],
- w 1932 rozpoczęła w Sanoku działalność Polska Spółka dla Przemysłu Gumowego Spółka Akcyjna z siedzibą w Sanoku,
- rozpoczęto inwestycję stworzenia wodociągów miejskich, która została pomyślnie ukończona w czasie kadencji jego następcy,
- zdecydowano o utworzeniu Komunalnej Kasy Oszczędności Królewskiego Wolnego miasta Sanoka, co zrealizowano w następnych latach 1935–1937; KKS mieściła się w budynku przy ul. Tadeusza Kościuszki 4,

Jego następcą został Jan Rajchel. Po jego wyborze obaj 21 marca 1934 podpisali w Warszawie umowę pożyczki z Funduszem Pracy w kwocie 105 000, która miała zostać przeznaczona na zatrudnianie bezrobotnych i przyczyniła się później do rozwoju miasta. W rok po przejęciu obowiązków Rajchel wyraził zarzut, iż tylko w 1935 uczyniono więcej, aniżeli przez sześć wcześniejszych lat. Przy ocenie obu kadencji burmistrzów trzeba mieć na uwadze kryzys gospodarczy istniejący za Malawskiego oraz uzyskaną pożyczkę, umożliwiającą poprawę sytuacji za Rajchla.

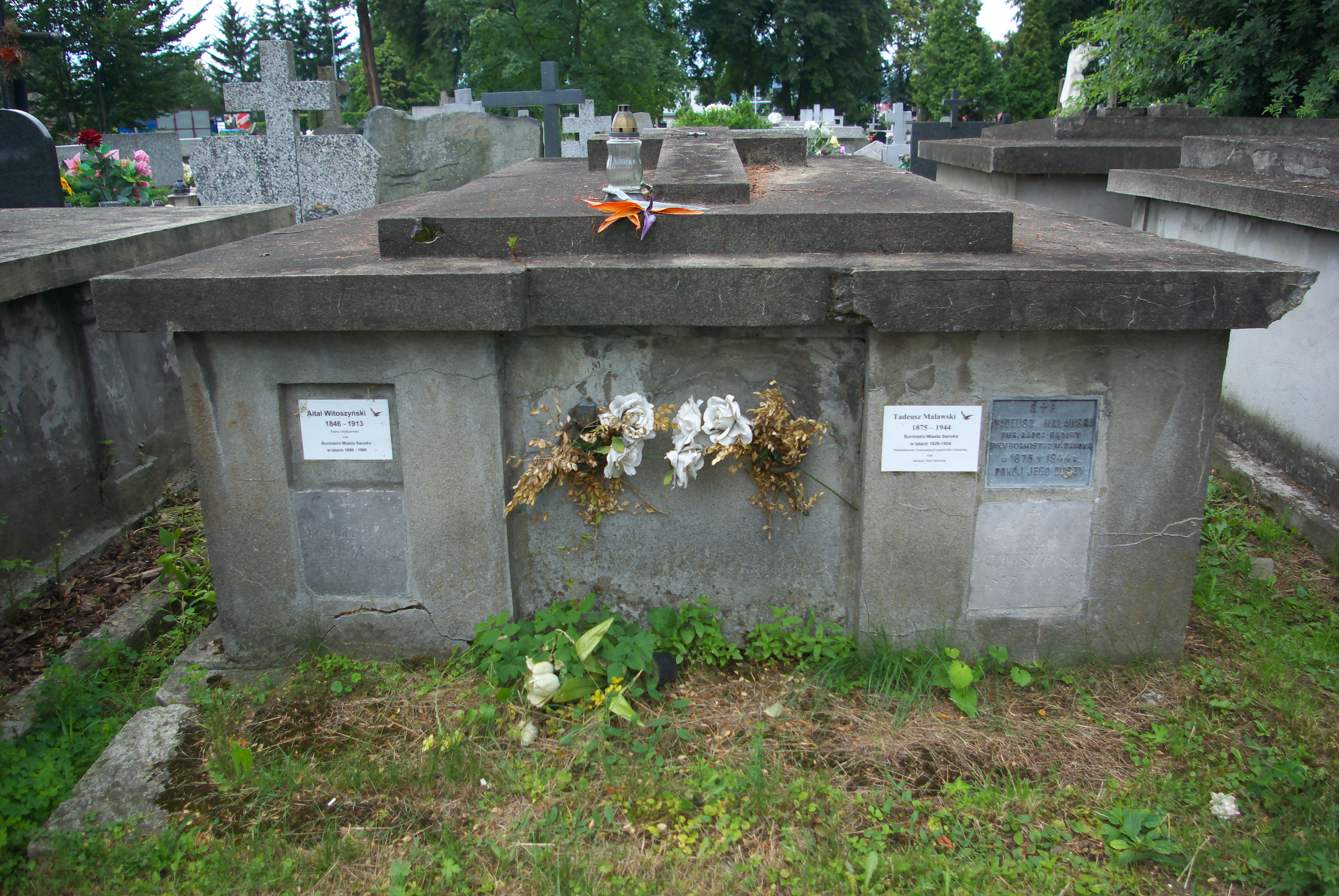
Grobowiec Aitala Witoszyńskiego i Tadeusza Malawskiego

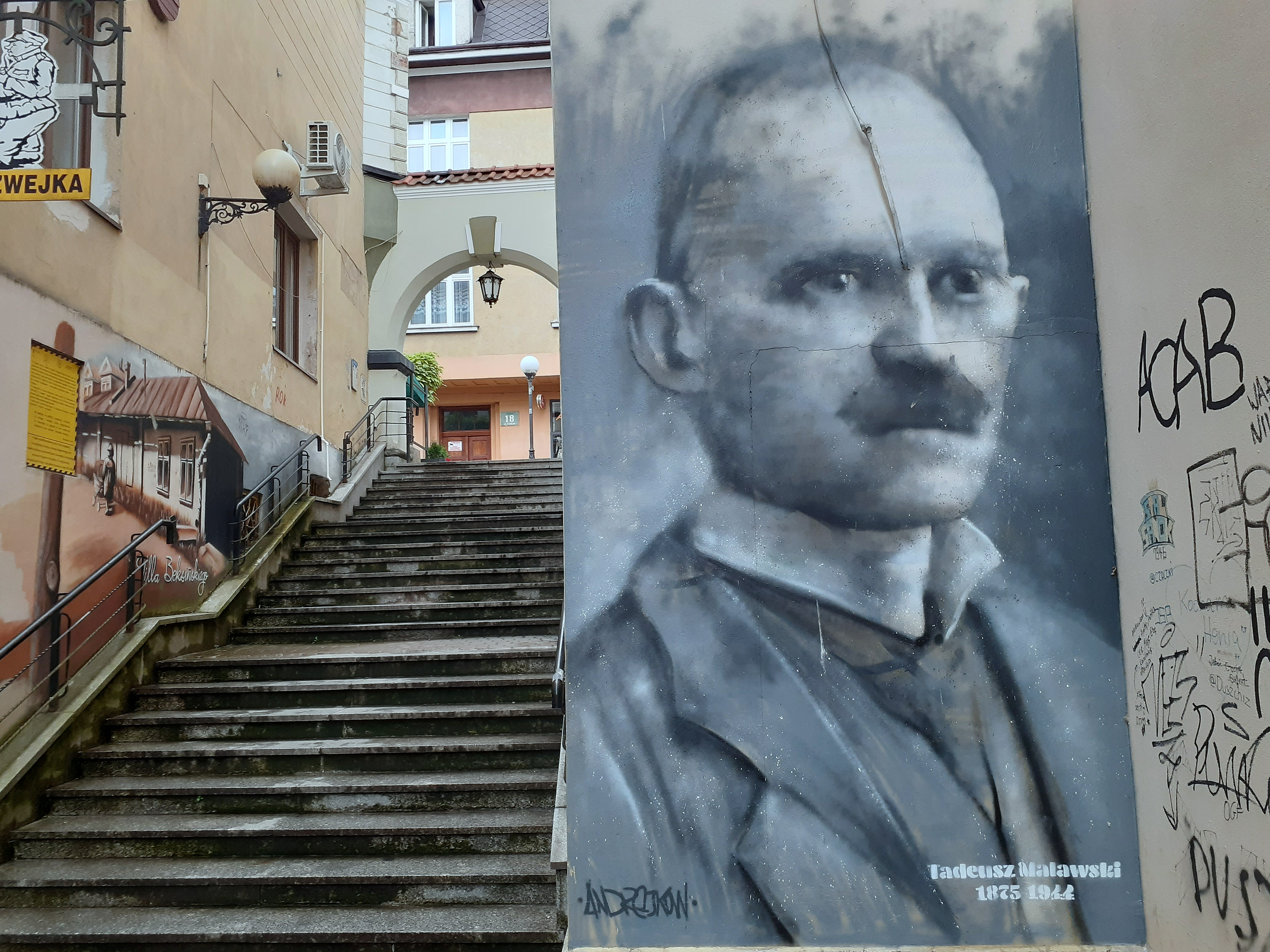
Podobizna Tadeusza Malawskiego przy Schodach Serpentyny w Sanoku, autorstwa Arkadiusza Andrejkowa

Tadeusz Malawski działał społecznie na wielu polach. W latach 1925–1936 w Towarzystwa Szkoły Ludowej w Sanoku, ponadto w Podhalańskiej Ochotniczej Straży Pożarnej, Powiatowym Komitecie Wychowania Fizycznego i Przysposobienia Wojskowego. W 1929 był jednym z założycieli sanockiego koła Polskiego Towarzystwa Tatrzańskiego. W 1934 wszedł w skład Wydziału Towarzystwa Przyjaciół Ziemi Sanockiej. 14 kwietnia 1930 wybrany na członka Dyrekcji Kasy Zaliczkowej w Sanoku. Był członkiem sanockiego gniazda Polskiego Towarzystwa Gimnastycznego „Sokół”, zarówno w czasie zaboru austriackiego, jak i w niepodległej II Rzeczypospolitej (1912, 1939). W 1930 został wybrany wiceprezesem zarządu Ochotniczej Straży Pożarnej w Sanoku. Był prezesem i członkiem zarządu Komunalnej Kasy Oszczędności Królewskiego Wolnego Miasta Sanoka, funkcjonującej w budynku przy ul. Tadeusza Kościuszki 4. 27 stycznia 1935 jako emerytowany sędzia sądu okręgowego objął funkcję II wiceprezesa zarządu oddziału Ligi Morskiej i Kolonialnej w Sanoku. Jako emerytowany sędzia w latach 30. był członkiem sanockiego koła Zrzeszenia Sędziów i Prokuratorów RP w Sanoku. Był członkiem wspierającym Katolicki Związek Młodzieży Rękodzielniczej i Przemysłowej w Sanoku.
Podobnie jak ojciec, Tadeusz Malawski był bibliofilem. Jego pasją było gromadzenie pamiątek. Odegrał istotną rolę przy powstaniu Muzeum Ziemi Sanockiej (obecnie Muzeum Historyczne w Sanoku), gdyż w pomieszczeniach magistratu zgromadził wiele eksponatów i pamiątek historycznych, przekazanych w 1934 do powstałego muzeum (wśród nich były m.in. dokumenty, w tym pergaminowe akty nadań królewskich dla miasta, miejskie tłoki pieczętne i numizmaty). W 1924 subskrybował akcje założonego wówczas Banku Polskiego.
Dom rodziny Malawskich znajdował się w Sanoku przy ulicy Jagiellońskiej (orientacyjnie położony w miejscu naprzeciw późniejszej restauracji „Karpacka”).
Tadeusz Malawski zamieszkiwał do końca życia pod adresem okupacyjnym Adolf Hitler Strasse 42. Zmarł 27 lutego 1944 w Sanoku. Został pochowany w grobowcu na cmentarzu przy ul. Rymanowskiej w Sanoku (spoczął tam także Aital Witoszyński).

## Odznaczenia
- Brązowy Medal za Długoletnią Służbę (1938)

austro-węgierskie
- Medal Jubileuszowy Pamiątkowy dla Cywilnych Funkcjonariuszów Państwowych (przed 1918)[19]
- Krzyż Jubileuszowy dla Cywilnych Funkcjonariuszów Państwowych (przed 1912)[14][19]